# Makaridja Sanganoko
Makaridja Sanganoko est une sprinteuse ivoirienne, née le 8 mai 1980. Elle est spécialisée en 100 et 200 mètres.
En 2001, elle remporte le 100 mètres des Jeux de la Francophonie à Ottawa.
Elle a participé aux Championnats du monde d'athlétisme 2003 et aux Championnats du monde d'athlétisme en salle 2003, sans atteindre le tour final.
Elle a remporté une médaille de bronze en 2002 au relais 4 x 100 mètres lors de la Coupe du monde des nations d'athlétisme 2002 et a participé aux Jeux Olympiques de 2000.

## Palmarès
- 2001 : 
  - vainqueur du 100 m aux Jeux de la Francophonie au Canada
  - 4e du 200 m aux Jeux de la Francophonie au Canada

## Records personnels
- 60 mètres - 7 s 39 (2002, en salle)
- 100 mètres - 11 s 17 (2002)
- 200 mètres - 23 s 15 (2002)
- Relais 4 x 100 mètres - 43 s 89 (2001) - record national.